# مرید شیطان (نمایش‌نامه)
مرید شیطان (انگلیسی: The Devil's Disciple) نمایش‌نامه‌ای است که در سال ۱۸۹۷ توسط جورج برنارد شاو نمایشنامه‌نویس ایرلندی نوشته شد. این نمایش‌نامه هشتمین نمایش‌نامه شاو به‌شمار می‌رود.